# Saint-Jean-d'Aigues-Vives
 Saint-Jean-d'Aigues-Vives  là một xã ở tỉnh Ariège, thuộc vùng Occitanie ở phía tây nam nước Pháp.